# 2438 Oleshko
2438 Oleshko eller 1975 VO2 är en asteroid i huvudbältet som upptäcktes den 2 november 1975 av den ryska astronomen Tamara Smirnova vid Krims astrofysiska observatorium på Krim. Den har fått sitt namn efter Valentina Oleshko.
Asteroiden har en diameter på ungefär 7 kilometer och den tillhör asteroidgruppen Flora.